# Siayan
Siayan è una municipalità di seconda classe delle Filippine, situata nella Provincia di Zamboanga del Norte, nella regione della Penisola di Zamboanga.
Siayan è formata da 22 baranggay:
- Balok
- Balunokan
- Datagan
- Denoyan
- Diongan
- Domogok
- Dumpilas
- Gonayen
- Guibo
- Gunyan
- Litolet

- Macasing
- Mangilay
- Moyo
- Muñoz
- Pange
- Paranglumba (Pob.)
- Polayo
- Sayaw
- Seriac
- Siayan Proper (Pob.)
- Suguilon